# شهرستان بوعل
شهرستان بوعل یک منطقهٔ مسکونی در سومالی است که در جوبای میانه واقع شده‌است. شهرستان بوعل ۳۰ کیلومتر مربع مساحت دارد.